# Lieselotte Reinebeck
Lieselotte Reinebeck (geboren 1. Mai 1922) war eine deutsche Naturwissenschaftlerin. Sie war ab 1969 Richterin am Bundespatentgericht in München.

## Beruflicher Werdegang
Nach Abschluss ihrer naturwissenschaftlichen Examina promovierte Lieselotte Reinebeck. Bis zu ihrem Wechsel an das Bundespatentgericht war sie Oberregierungsrätin. Am 29. November 1969 wurde sie an das Bundespatentgericht berufen.

## Veröffentlichungen
- Lieselotte Reinebeck: Zur Deutung der bei Anregung in der Hohlkathode beobachteten Anomalie von CuH. In: Zeitschrift für Naturforschung. A, A journal of physical sciences, 1. Mai 1947, Band 2, Heft 5, S. 251–259
- Hermann Schüler, Lieselotte Reinebeck: Über einen direkten Nachweis der Existenz kurzlebiger aromatischer Radikale auf Grund ihrer Emissionsspektren (Phenyl-, Benzoyl-, p-Tolyl-und p-Methylbenzoylradikal). In: Zeitschrift für Naturforschung. A, A journal of physical sciences, 1. August 1949, Band 4, Heft 8 S. 577–581
- Hermann Schüler, Adalbert Woeldicke, Lieselotte Reinebeck: Zur Phosphoreszenz organischer Substanzen. In: Zeitschrift für Naturforschung. A, A journal of physical sciences,1. Februar 1949, Band 4, Heft 2, S. 124–130